# Lost Valley
Das Lost Valley (englisch für Verlorenes Tal) ist ein Tal nahe der Ostküste der James-Ross-Insel im antarktischen Weddell-Meer. Es liegt nördlich der Gin Cove und westlich der Patalamon Mesa.
Der British Antarctic Survey führte hier zwischen 1981 und 1983 geologische Studien durch. Das UK Antarctic Place-Names Committee benannte das Tal 1984 in Anlehnung an die Benennung des Hidden Lake.